# Mai (poème)
Pour les articles homonymes, voir Mai (homonymie).
Mai est un poème de Guillaume Apollinaire, paru en 1913 dans son recueil Alcools. Il se réfère au mois de mai 1902, époque où Annie Playden est le centre de l'attention d'Apollinaire.

## Mai
Le mai le joli mai en barque sur le Rhin
Des dames regardaient du haut de la montagne
Vous êtes si jolies mais la barque s’éloigne
Qui donc a fait pleurer les saules riverains ?

Or des vergers fleuris se figeaient en arrière
Les pétales tombés des cerisiers de mai
Sont les ongles de celle que j’ai tant aimée
Les pétales flétris sont comme ses paupières

Sur le chemin du bord du fleuve lentement
Un ours un singe un chien menés par des tziganes
Suivaient une roulotte traînée par un âne
Tandis que s’éloignait dans les vignes rhénanes
Sur un fifre lointain un air de régiment

Le mai le joli mai a paré les ruines
De lierre de vigne vierge et de rosiers
Le vent du Rhin secoue sur le bord les osiers
Et les roseaux jaseurs et les fleurs nues des vignes.

Guillaume Apollinaire, Rhénanes, Alcools, 1913